# Anders Nordberg (orienterare)
För andra betydelser, se Anders Nordberg.
Anders Nordberg, född 17 februari 1978 i Skien, Norge. Orienterare.
Nordberg började att orientera först vid 14 års ålder och tog redan som 15-åring silver vid norska juniormästerskapen. Han har även tävlat i skidorientering, friidrott och fotboll.

## Klubbar i karriären
- Skien OK
- 2000-2005 Kristiansand OK
- 2006-2007 Bækkelaget SK
- 2008-     Halden SK